# Catephia shisa
Catephia shisa är en fjärilsart som beskrevs av Embrik Strand 1920. Catephia shisa ingår i släktet Catephia och familjen nattflyn. Inga underarter finns listade i Catalogue of Life.